# 宇宿直彰
宇宿 直彰（うすく なおあき、1980年12月7日 - ）は、日本のチェリストである。
1986年3月に父親の赴任に伴い、フランスに渡る。現在、ヨーロッパと日本で活躍。ソロ活動、オーケストラとの共演ほか、2001年より日本で招聘リサイタルを開催。姉・宇宿真紀子（うすく まきこ）ピアニストと共に Les cloches (レ・クロッシュ) のユニット名で全国ツアーを行う。

## 略歴
5歳より、ピアノを始める。
- 1989年 - フランス コルマール市コンセルヴァトワール チェロ科入学。
- 1990年 - フランス ストラスブール市コンセルヴァトワール チェロ科入学。
- 1995年 - フランス フランス国営放送主催コンクール 全国1位
- 1997年 - フランス フランス国営放送主催コンクール 全国1位
- 1997年 - フランス 12区コンセルヴァトワール 入学。室内楽、オーケストラで活躍。
- 1999年 - フランス パリ高等音楽院　入学。チェロのみならず、室内楽、オーケストラで活躍。
- 2001年 - フランス パリ高等音楽院　首席で卒業。
- 2001年 - フランス ルイーユ・マルメゾン音楽院ソリストクラス入学。この頃より姉の宇宿真紀子（ピアニスト）と本格的に活躍。日本に毎年招かれる。
- 2002年 - チェコ共和国、カルロヴィ・ヴァリ交響楽団とエルガー チェロ協奏曲を共演。
- 2003年 - フランス ルイーユ・マルメゾン音楽院 ソリストクラスを首席で卒業。ロシア サンクトペテルブルク交響楽団とシューマン チェロ協奏曲を共演。
- 2003年 - パリ室内楽国際コンクール 第3位
- 2006年 - NHK-FM「名曲リサイタル」に出演。
- 2006年より毎年東京文化会館にてリサイタルを開催。
- 2012年 - デビュー10周年。紀尾井ホールにて、ドヴォルザーク チェロ協奏曲を共演。

## アルバム
- 『夢のあとに 〜ソロ＆デュオの世界〜』（PAMP-1028）
  1. サン＝サーンス：白鳥
  2. ラヴェル:水の戯れ
  3. フォーレ：舟歌　第3番
  4. フォーレ：シシリエンヌ
  5. フォーレ：蝶々
  6. ショパン：華麗なる大円舞曲
  7. フォーレ：エレジー
  8. ショパン：ノクターンOp.9-2
  9. ドビュッシー：月の光
  10. フォーレ：夢のあとに

- 『愛の夢 〜ヨーロッパからのメッセージ〜』（pamp-1032）
  1. エルガー：愛のあいさつ
  2. サン＝サーンス：ロマンス　Op.36
  3. メンデルスゾーン：春の歌
  4. ポッパー：出会い
  5. ポッパー：妖精の踊り
  6. ショパン：バラード4番
  7. シューベルト：セレナード
  8. プーランク：ディット・ピアフにたたえて
  9. ラヴェル：亡き王女のためのパヴァンヌ
  10. メンデルスゾーン:無言歌　Op.109
  11. リスト：愛の夢

- 『アヴェ・マリア 〜愛と喜びのメロディー〜』（YZBL-1010)
  1. グノー：アヴェ・マリア
  2. バッハ：主よ人の望みの喜びよ
  3. バッハ：G線上のアリア
  4. リスト：ラ・カンパネラ
  5. クライスラー＝ラフマニノフ：愛の悲しみ
  6. ラフマニノフ：ヴォカリーズ
  7. チャイコフスキー：クリスマス
  8. マスネ：タイスの瞑想曲
  9. ラヴェル：フォルラーヌ
  10. ドビュッシー：雪は踊っている
  11. 讃美歌：アメージング・グレース
  12. カッチーニ：アヴェ・マリア

- 『歌の翼に 〜そよ風にのせて〜』
  1. メンデルスゾーン：歌の翼に
  2. ドビュッシー：アラベスク　第1番